# جيمي وركمان
جيمي وركمان (بالإنجليزية: Jimmy Workman) هو ممثل أمريكي، ولد في 4 أكتوبر 1980 في فيرفاكس في الولايات المتحدة.

## أعمال

### أفلام
- (1997) أفضل ما يمكن حصوله

## وصلات خارجية
- جيمي وركمان على موقع IMDb (الإنجليزية)
- جيمي وركمان على موقع ألو سيني (الفرنسية)
- جيمي وركمان على موقع أول موفي (الإنجليزية)
- جيمي وركمان على موقع قاعدة بيانات الأفلام السويدية (السويدية)
- جيمي وركمان على موقع قاعدة بيانات الفيلم (الإنجليزية)
- جيمي وركمان على موقع كينوبويسك (الروسية)